# Posłowie do Parlamentu Europejskiego 1952–1955
Posłowie do Zgromadzenia Europejskiej Wspólnoty Węgla i Stali (z którego później powstał Parlament Europejski) w latach 1952–1955 zostali mianowani przez parlamenty krajowe 6 państw członkowskich Europejskiej Wspólnoty Węgla i Stali. Kadencja rozpoczęła się 16 lipca 1952 i zakończyła się 3 czerwca 1955.
Pomiędzy państwa członkowskie podzielono 78 mandatów.
Na mocy porozumienia pomiędzy grupami socjalistów i chadekóww przewodniczącym PE 1952–1955 był Paul-Henri Spaak (do 1954) i następnie Alcide De Gasperi (do 19 sierpnia 1954), Giuseppe Pella (1954–1955).
W Parlamencie Europejskim w latach 1952–1955 powołano trzy frakcji politycznych:
- Partia Europejskich Socjalistów (SOC)
- Europejska Partia Ludowa (CD)
- Partia Europejskich Liberałów, Demokratów i Reformatorów (LIB)
- Niez. (NI)

## Deputowani według grup

### SOC
| Państwo    | Lista. | Posłowie | Liczba |
| ---------- | ------ | --- | ------ |
| Belgia     | BSP    | Paul-Henri Spaak, Achille Van Acker | 2      |
|            | PS     | Fernand Dehousse, Henri François Simonet | 2      |
| Francja    | UDSR   | René Pleven | 1      |
| Holandia   | PvdA   | Marinus van der Goes van Naters, Paul Kapteyn, Gerard Nederhorst | 3      |
| Luksemburg | LSAP   | Michel Rasquin | 1      |
| RFN        | SPD    | Willi Birkelbach, Fritz Henßler (do 10.12.1953), Heinrich Imig (do 10.12.1953), Gerhard Kreyssig, Erich Ollenhauer (do 1953), Georg Pelster, Willi Richter, Joachim Schöne, Herbert Wehner | 9      |
| Włochy     | PSI    | Lionello Levi Sandri | 1      |
|            | PSDI   | Giuseppe Saragat | 1      |
| Razem      | Razem  | Razem | 20     |

### CD
| Państwo    | Lista | Posłowie | Liczba |
| ---------- | ----- | --- | ------ |
| Belgia     | cdH   | Albert Coppé, Gaston Eyskens, Jean Charles Snoy et d'Oppuers, Pierre Wigny | 4      |
|            | CD&V  | Alfred Bertrand | 1      |
| Francja    | MDF   | Robert Schumann, Alain Poher | 2      |
|            | SVP   | Erwin Müller, Joseph Kurtz | 2      |
|            | RDF   | Charles de Gaulle | 1      |
|            | CNI   | René Coty, Antoine Pinay, Joseph Laniel | 3      |
| Holandia   | KVP   | Pieter Blaisse, Marga Klompé, Maan Sassen | 3      |
|            | ARP   | Willem Rip, Sieuwert Bruins Slot | 2      |
|            | CHU   | Gerrit Vixseboxse | 1      |
| Luksemburg | CSV   | Lambert Schaus, Joseph Bech, Pierre Frieden | 3      |
| RFN        | CDU   | Heinrich von Brentano, Günter Henle (do 10.12.1953), Hermann Kopf, Hans-Joachim von Merkatz, Hermann Pünder                                                                                                   | 5      |
|            | CSU   | Helmut Bergtram (do 1953), Franz Josef Strauß | 2      |
| Włochy     | DC    | Giuseppe Caron, Alcide De Gasperi do 1954), Piero Malvestiti, Antonio Segni, Amintore Fanfani, Aldo Moro, Giovanni Leone, Giovanni Gronchi, Giulio Andreotti, Adone Zoli, Fernando Tambroni, Attilio Piccioni | 12     |
| Razem      | Razem | Razem | 41     |

### LIB
| Państwo  | Lista | Posłowie                                                                   | Liczba |
| -------- | ----- | -------------------------------------------------------------------------- | ------ |
| Belgia\| | PRL   | Jean Rey                                                                   | 1      |
| Holandia | VVD   | Henk Korthals                                                              | 1      |
| RFN      | FDP   | Martin Blank, Victor-Emanuel Preusker                                      | 2      |
| Francja  | UDF   | Louis Armand                                                               | 1      |
|          | PR    | Edgar Faure, Henri Queuille, René Mayer, Pierre Mendès France, André Marie | 5      |
| Włochy   | PLI   | Gaetano Martino, Enrico De Nicola                                          | 2      |
| Razem    | Razem | Razem                                                                      | 12     |

### NI
| Państwo | Lista       | Posłowie                                          | Liczba |
| ------- | ----------- | ------------------------------------------------- | ------ |
| Francja | bezpartyjny | Robert Marjolin, Robert Lemaignen, Étienne Hirsch | 3      |
| Włochy  | bezpartyjny | Giuseppe Petrilli, Altiero Spinelli               | 2      |
| Razem   | Razem       | Razem                                             | 5      |

## Zmiany deputowanych
Holandia
| - Cees Hazenbosch (ARP, 6.05.1955) |

Niemcy (RFN)
| - Heinrich Deist (SPD, od 10.10.1953) - Walter Eckhardt (CSU, od 1.07.1954) - Richard Jaeger (CSU, od 10.10.1953) | - Aloys Lenz (CDU, od 10.02.1953) - Josef Oesterle (CSU, od 1.07.1954) - Wolfgang Pohle (CSU, od 10.12.1953) |

Włochy
| - Giuseppe Pella (DC, od 1954) |

## Przewodniczący grup
- SOC: Paul-Henri Spaak
- CD: Emmanuel Sassen

## Rozkład mandatów według państw i grup (na koniec kadencji)
| Grupa poselska Państwo członkowskie | SOC | CD | LIB | Niez. | Razem |
| Belgia                              | 4   | 5  | 1   | –     | 10    |
| Francja                             | 1   | 8  | 6   | 3     | 18    |
| Holandia                            | 3   | 6  | 1   | –     | 10    |
| Luksemburg                          | 1   | 3  |     | –     | 4     |
| Niemcy                              | 9   | 7  | 2   | –     | 18    |
| Włochy                              | 2   | 12 | 2   | 2     | 18    |
| Razem                               | 20  | 41 | 12  | 5     | 78    |